# Берестечко (роман)
«Берестечко» — роман у віршах української письменниці Ліни Костенко.
Історичний роман у віршах Ліни Костенко «Берестечко», присвячений змалюванню вікопомної трагічної події (поразки війська Богдана Хмельницького під Берестечком (1651 р.), осмисленню причин цієї поразки, її ролі в національній історії та духовному житті нації. Написаний ще в 1966—1967 рр., роман тривалий час доопрацьовувався і був опублікований уже в незалежній Українській державі.

## Історія створення
Ліна Костенко писала історичний роман «Берестечко» протягом майже трьох десятиліть. Написаний невдовзі після хрущовської «відлиги», роман про Богдана Хмельницького й Берестечко не був одразу надрукований. Не міг з'явитися друком в умовах перших брежнєвських «заморозків».
Перше видання з'явилося влітку 1999 року. За десять років перед тим харківський журнал «Прапор» (1989, № 6) видрукував великий фрагмент із «Берестечка» — той, що показує Богдана Хмельницького зануреним у спогади про його Гелену. У редакційному коментарі пояснювалося, що цей фрагмент мав з'явитися на сторінках часопису ще у другій половині 1960-х у супроводі короткої передмови Ігоря Муратова. Саме тоді визначний поет, прозаїк і публіцист Ігор Муратов відвідав Ліну Костенко, переконав її з'явитися перед читачами й привіз до редакції журналу розділ з її поеми про Богдана Хмельницького «Зелена пані Гелена». Уривок «Зелена пані Гелена» у другій половині 1960-х років не був надрукований: його зняли із журнальної верстки. Перше знайомство читачів із майбутнім твором відбулося в 1989 році. У 1999 р. роман побачив світ у завершенному вигляді.

## Композиція
Композиція роману у віршах «Берестечко» вільна. У ній переплелися події давні й недавні, приватні — і загальноукраїнські. Богдан-гетьман у своїх рефлексіях невіддільний від Богдана-людини — з його драмами, слабкощами, помилками, а водночас і могутністю, здатністю повстати.

## Сюжет
Сюжет роману Ліни Костенко — це спогади й рефлексії Богдана Хмельницького. Після викупу з полону він зупиняється в порожньому замку в Паволочі. Від паволоцького усамітнення гетьмана й починається роман «Берестечко». Це монолог Богдана Хмельницького, який переживає трагедію поразки. Дізнавшись про те, що татарське військо покинуло поле битви, він кинувся наздоганяти хана, сподіваючись повернути його. Усе склалося якнайгірше: хан волів утікати, кинувши союзників, та ще й узявши Хмельницького під варту.